# Elisabeth von Rapperswil
Elisabeth von Rapperswil, död 1309, var en schweizisk vasall. Hon var regerande grevinna av Rapperswil 1289-1309. 